# The Spy Shadow
O Sombra (The Spy Shadow, no original em inglês) é um desenho de animação, criado pelos estúdios DePatie-Freleng Enterprises. Estreou nos EUA em 16 de setembro de 1967.
Passava no show do Super Presidente.

## Lista de episódios
nomes originais (em inglês)
1. The Kilowatt Killer Caper
2. The Brain Drain Game
3. The Egyptian Rat-Trap Flap
4. The Great Trainload Of Robbers
5. Evila The Terrible
6. Close Shave In Burma
7. Desert Dilemma
8. The Mystery Rustler Caper
9. The Aurora Borealis Business
10. The Guns Of Tititcaca
11. Contraband Caper
12. The Case Of The Treacherous Tugboat
13. Dead-End Express
14. Bandit Gambit
15. The Big Bounty

## Ficha técnica
- Distribuição: United Artists
- Direção: Oscar Dufau, Robert McKimson, Earl Klein, Edwin Rehberg, George Singer
- Produção: David H. DePatie e Friz Freleng
- Animação: Warren Batchelder, Lee Halpern, Jim Davis, Ed Love, Ed Demattia, Manny Perez, John Freeman, Tom Ray, John Gibbs, Morey Redan, John Walker
- Roteiristas: Tony Benedict, Edgar Furth, Don Christensen, Jack Miller, Alan Dinehart, Lee Mishkin, John W. Dunn, David Scott, Ken Sobol
- Data de estréia: 16 de Setembro de 1967
- Colorido